# Memorias de la Comision de Limites
Memorias de la Comisión de Límites (abreviado Mem. Comis. Límites) es un libro con ilustraciones y descripciones botánicas que fue escrito por el naturalista, médico, y antropólogo francés Jean-Louis Berlandier y publicado en Matamoros (Coahuila) en el año 1832 con el nombre de Memorias de la Comisión de Límites a las órdenes del General Manuel de Mier y Teran.